# Hermes Pan
Hermes Pan, nato Hermes Panagiotopoulos (Memphis, 10 dicembre 1909 – Beverly Hills, 19 settembre 1990), è stato un ballerino e coreografo statunitense.
Vincitore nel 1938 dell'Oscar alla migliore coreografia per il film Una magnifica avventura, Hermes Pan viene ricordato soprattutto per la sua lunga collaborazione con Fred Astaire, con il quale lavorò non solo al cinema ma anche per i suoi programmi televisivi. In Italia fu apprezzato coreografo delle edizioni 1965 e '66 di Studio Uno.

## Filmografia
- La crociera delle ragazze (Melody Cruise), regia di Mark Sandrich (1933)
- Carioca (Flying Down to Rio), regia di Thornton Freeland (1933)
- Labbra dipinte (Hips, Hips, Hooray!), regia di Mark Sandrich (1934)
- Strictly Dynamite, regia di Elliott Nugent (1934)
- Cockeyed Cavaliers, regia di Mark Sandrich (1934)
- Cerco il mio amore (The Gay Divorcee), regia di Mark Sandrich (1934)
- Roberta, regia di William A. Seiter (1935)
- A Dog of Flanders, regia di Edward Sloman (1935)
- Old Man Rhythm
- Cappello a cilindro (Top Hat), regia di Mark Sandrich (1935)
- La regina di Broadway
- Notte di carnevale (I Dream Too Much), regia di John Cromwell  (1935)
- Seguendo la flotta (Follow the Fleet), regia di Mark Sandrich (1936)
- Maria di Scozia (Mary of Scotland), regia di John Ford (1936)
- Follie d'inverno (Swing Time), regia di George Stevens (1936)
- Una donna si ribella (A Woman Rebels), regia di Mark Sandrich (1936)
- Dolce inganno (Quality Street), regia di George Stevens (1937)
- Voglio danzar con te (Shall We Dance), regia di Mark Sandrich (1937)
- Palcoscenico (Stage Door), regia di Gregory La Cava (1937)
- Una magnifica avventura (A Damsel in Distress), regia di George Stevens (1937)
- Radio City Revels
- Vacanze d'amore (Having Wonderful Time), regia di Alfred Santell (1938)
- Girandola (Carefree), regia di Mark Sandrich (1938)
- La vita di Vernon e Irene Castle (The Story of Vernon and Irene Castle), regia di H.C. Potter (1939)
- Situazione imbarazzante (Bachelor Mother), regia di Garson Kanin (1939)
- Follie di jazz (Second Chorus), regia di H.C. Potter (1940)
- Una notte a Rio (That Night in Rio), regia di Irving Cummings (1941)
- Sangue e arena (Blood and Sand), regia di Rouben Mamoulian (1941)
- Appuntamento a Miami (Moon Over Miami), regia di Walter Lang (1941)
- Serenata a Vallechiara (Sun Valley Serenade), regia di H. Bruce Humberstone (1941)
- Tre settimane d'amore (Week-End in Havana), regia di Walter Lang (1941)
- Rise and Shine
- L'indossatrice (A Life of Her Own), regia di George Cukor (1950)
- Aiutami a sognare, regia di Pupi Avati (1981)

## Il varietà teatrale
- Un paio d'ali, commedia musicale di Garinei e Giovannini (1957)